# Ribnica (Ribnica)

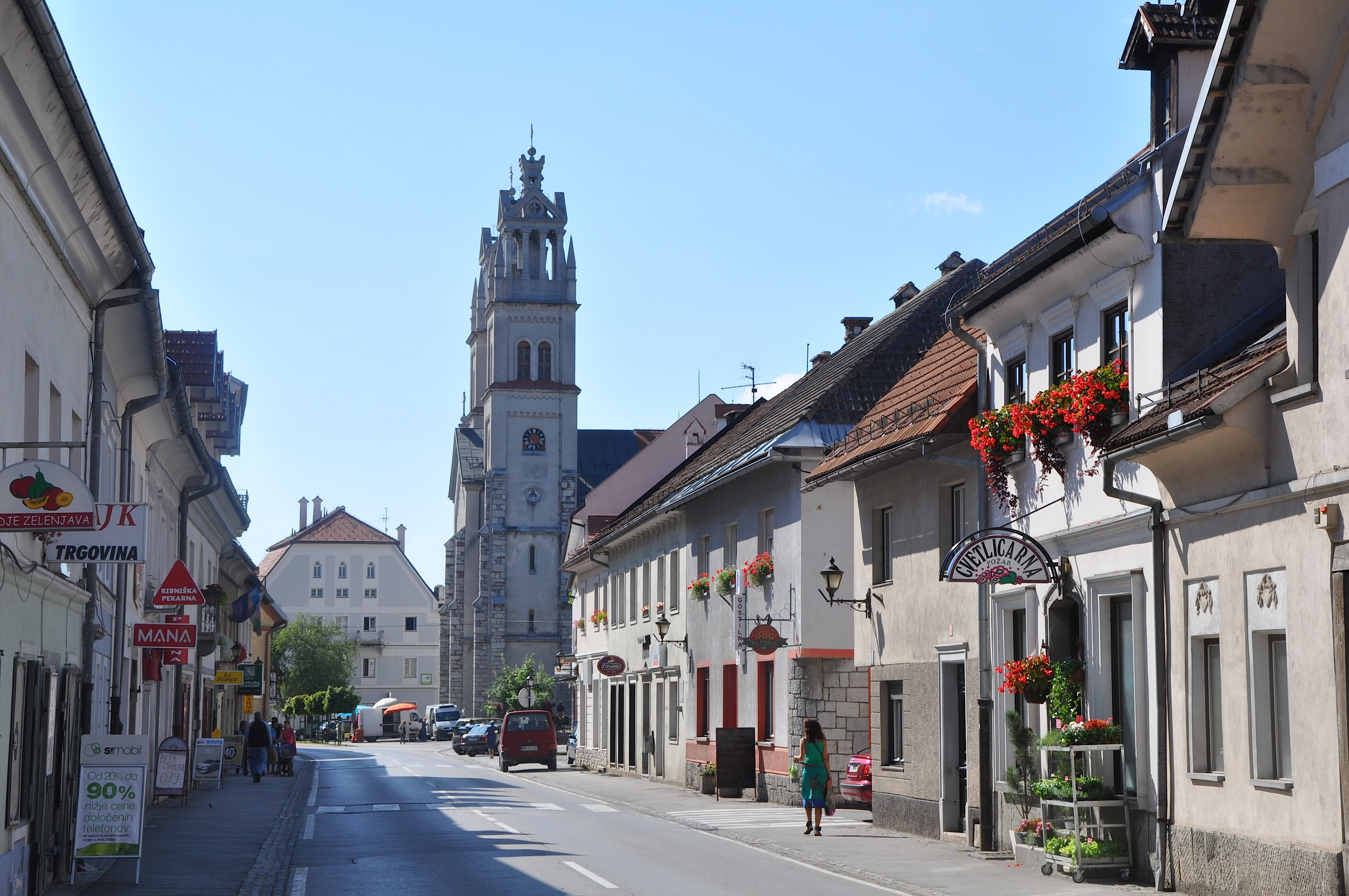
Straßenbild mit Stephanskirche

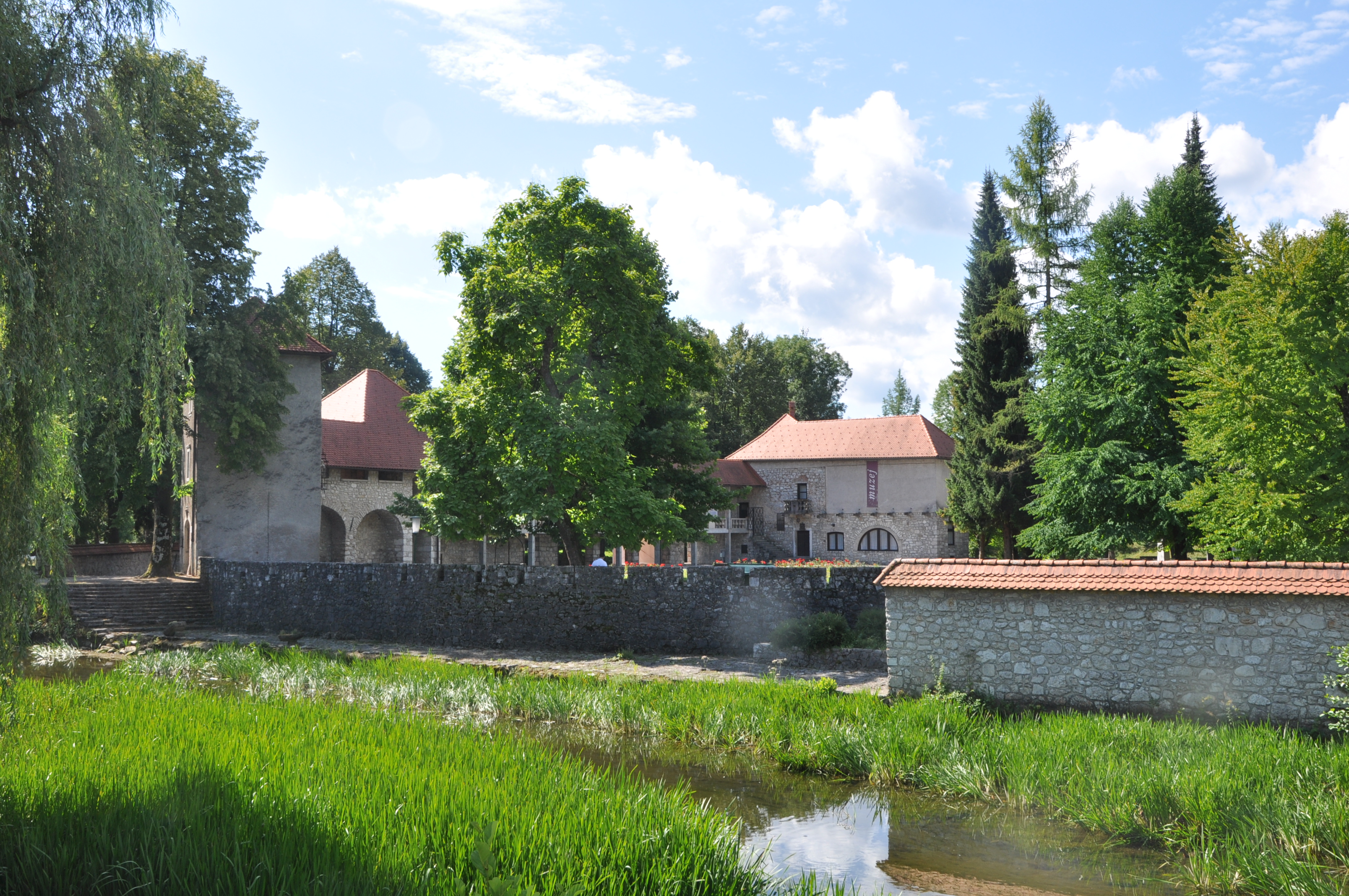
Burg Ribnica (Reifnitz) am Ufer der Bistrica

Die Stadt Ribnica (deutsch: Reifnitz) ist der Hauptort der Gemeinde Ribnica in der Region Dolenjska (Unterkrain) in Slowenien. Die Kleinstadt liegt im Karstfeld Ribnica Polje und wird von dem Karstfluss Bistrica durchflossen.
In mittelalterlichen Quellen findet man den Ort unter den Bezeichnungen Rewenitz (1220), Reiwencz, Reifenitz. Der  Name leitet sich von Riba (slowenisch. Fisch) ab.

## Sehenswürdigkeiten
- Altstadt von Ribnica
- Überreste von Schloss Ribnica, erstmals erwähnt 1263, im Zentrum der Stadt am Flüsschen Bistrica mit Handwerkermuseum.[5]
- Pfarrkirche St. Stephan aus dem 19. Jahrhundert, renoviert nach Plänen von Jože Plečnik nach 1957

## Reifnitzer Handwerkermesse
Die Reifnitzer Handwerkermesse (slowenisch: Ribniški semenj suhe robe in lončarstva) ist eine der größten touristischen Veranstaltungen in Slowenien. Sie findet an jedem ersten Sonntag im September in den Straßen der Altstadt statt.

## Sport
Die Männermannschaft des Handballvereins RD Ribnica wurde in den Spielzeiten 2017/18 und 2019/20 Zweite in der 1. slowenischen Liga. Sie nahm mehrfach am Europapokal teil. Heimstätte ist das Športni center Ribnica mit einem Fassungsvermögen von 600 Zuschauern.

## Geschichte
Auf dem Gebiet der Gemeinde Ribnica befinden sich Massengräber aus dem Zweiten Weltkrieg. Bisher wurden sechs Orte entdeckt und dokumentiert.

## Persönlichkeiten
- Bojan Adamič (1912–1995), Komponist und Dirigent
- Jacobus Gallus (1550–1591), Komponist
- Nik Henigman (* 1995), Handballspieler
- Ivan Šušteršič (1863–1925), Politiker und Rechtsanwalt